# Весёлое (Григориопольский район)
Весёлое — село в Григориопольском районе непризнанной Приднестровской Молдавской Республики. Вместе с селом Шипка входит в состав Шипкинского сельсовета.

## География
Село расположено на расстоянии 23 км от города Григориополь и 73 км от Кишинёва.

## История
Первое документальное упоминание о селе Весёлое датировано 1886 годом.

## Население
По данным 2000 года, в селе Весёлое проживало 104 человека.